# Skilletragt
En skilletragt bruges i kemilaboratorier til at adskille to ublandbare væsker fra hinanden. Skilletragten har form som en tragt der sidder fast på en halvkugle. Den kan lukkes i begge ender; i toppen typisk med en prop, og i bunden med en lille hane. Når de to ublandbare væsker får lov til at stå lidt i tragten vil de skille således at den tungeste ligger nederst. Man kan som oftest se grænsefladen mellem de to væsker, og ved at åbne for hanen kan man tappe den nederste væske (også kaldet fase) ud i et glas.
En skilletragt kan bruges ved ekstraktion af stoffer fra blandinger. Hvis man f.eks. har en opløsning af to stoffer i diethylether, og ved at kun det ene stof også er opløseligt i vand, kan man bruge skilletragten til at isolere de to stoffer fra hinanden. Æteropløsningen og vand hældes i skilletragten i toppen, mens hanen i bunden er lukket. Derefter lukkes tragten med en prop foroven, og rystes forsigtigt. Da der ofte dannes overtryk i tragten under rystningen skal trykkes udlignes ved at åbne hanen ganske kort inden man ryster videre. På denne måde vil noget af det æteropløselige stof blive overført til vandfasen. Efter at have skilt de to faser fra hinanden har man en opløsning i æter at kun det ene stof. Det vil ofte være muligt at fjerne det meste af et opløst stof fra en opløsning ved gentagen ekstraktion.